# High School Musical (franchise)
Pour les articles homonymes, voir HSM.
 Pour plus de détails, voir Fiche technique et Distribution
High School Musical (parfois abrégé HSM) est une franchise médiatique de The Walt Disney Company.
Elle consiste principalement en une trilogie réalisée par Kenny Ortega et écrite par Peter Barsocchini. La trilogie suit les aventures musicales d'étudiants du lycée East High à Albuquerque, mené par Troy Bolton (Zac Efron) et Gabriella Montez (Vanessa Hudgens).
Véritable phénomène de mode dans les années 2000, la franchise s'est rapidement imposée comme l'un des plus gros succès de la chaîne câblée Disney Channel, poussant la société Disney à proposer le dernier volet de la trilogie au cinéma. Elle engendre également une large ligne de produits dérivés avec notamment des lignes de vêtements, des jouets ou encore des romans et de la papeterie.
La franchise s'est également installée sur scène avec une tournée avec les acteurs des films ainsi que des adaptations au théâtre en comédie musicale, dans les parcs Disney, ainsi qu'un spectacle sur glace.
Par la suite, Disney continue de proposer la franchise sur écran avec La Fabulous Aventure de Sharpay, un spin-off sorti directement en vidéo, ainsi qu'avec la série télévisée High School Musical : La Comédie musicale, la série, diffusée sur le service Disney+.
Fin 2009, le phénomène High School Musical aura rapporté plus d'un milliard de dollars, devenant ainsi l'une des franchises les plus importantes de The Walt Disney Company et est depuis considéré comme culte par toute une génération,.

## Films
La franchise est composée de :
- High School Musical : Premiers pas sur scène (High School Musical) de Kenny Ortega, diffusé pour la première fois le 20 janvier 2006 sur Disney Channel.
- High School Musical 2 de Kenny Ortega, diffusé pour la première fois le 17 août 2007 sur Disney Channel.
- High School Musical 3 : Nos années lycée (High School Musical 3: Senior Year) de Kenny Ortega, sorti en 2008 au cinéma.
- La Fabulous Aventure de Sharpay (Sharpay's Fabulous Adventure) de Michael Lembeck, sorti directement en vidéo en 2011.

### High School Musical: Premiers pas sur scène(2006)

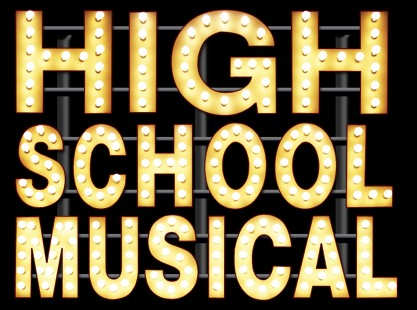
Logo original du premier volet de la trilogie.

Ce premier téléfilm de la franchise a été diffusé le 20 janvier 2006 sur Disney Channel aux États-Unis et au Canada. En France, il fut diffusé pour la première fois le 19 septembre 2006 sur Disney Channel. Il fait partie de la collection des Disney Channel Original Movie.
Troy Bolton, populaire capitaine de l'équipe de basket du lycée East High d'Albuquerque, et Gabriella Montez, jeune fille timide et studieuse, se rencontrent à la veille du Nouvel An alors qu'ils sont amenés à chanter ensemble lors d'un karaoké.
À la rentrée, Troy a la surprise de retrouver Gabriella, qui vient de déménager, dans la même classe que lui. Ensemble, ils décident d'auditionner pour la comédie musicale du lycée. L'équipe des Wildcats, qui ne comprend pas son capitaine et qui s'apprête à participer à un match de championnat, le club de science, qui veut voir Gabriella dans ses rangs pour le décathlon scientifique, ainsi que Sharpay Evans et Ryan Evans, qui ont déjà participé à dix-sept comédies musicales et qui sont bien décidés à ne pas être concurrencés, vont tout faire pour les détourner de cette comédie musicale.
Les basketteurs et les scientifiques élaborent un plan pour séparer Troy et Gabriella. Arrivés à leur fin, ils se rendent compte de leur erreur en voyant la peine des deux protagonistes. Après avoir révélé leur machination et s'être excusés, ils décident tous ensemble de se serrer les coudes pour que Troy et Gabriella auditionnent et obtiennent le premier rôle du spectacle.
Alors que Sharpay réussit à faire décaler l'audition pour que celle-ci tombe exactement au même moment que le match de basket et le décathlon scientifique et donc que Troy et Gabriella ne puissent pas auditionner, Taylor, présidente du club de Chimie, réussit à interrompre momentanément le match et le décathlon, afin que Troy et Gabriella puissent monter sur scène. Ces deux derniers se retrouvent pour chanter, acclamés par leurs amis.

### High School Musical2(2007)

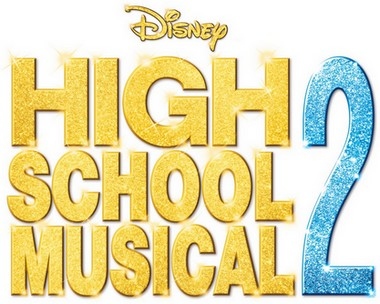
Logo original du deuxième volet de la trilogie.

Ce second téléfilm a été diffusé pour la première fois le 17 août 2007 sur Disney Channel aux États-Unis et au Canada. En France, il fut diffusé le 25 septembre 2007 sur Disney Channel. Il fait partie de la collection des Disney Channel Original Movie.
C'est la fin de l'année scolaire. Troy et ses amis attendent ce moment avec impatience. Néanmoins, il leur faut trouver au plus vite un travail pour l'été. Sharpay, qui veut se venger de Gabriella qui lui a volé la vedette lors de la comédie musicale et qui est amoureuse de Troy, s'arrange pour faire engager ce dernier dans le Country Club appartenant à ses parents. Elle réussit à le faire venir, mais elle découvre que Troy est venu avec Gabriella, qui a décroché un poste de maître-nageur, et avec tous les Wildcats, qui s'occuperont de la cuisine et du service.
Sharpay va tout tenter pour éloigner les deux amoureux l'un de l'autre, en proposant à Troy tout ce qu'il désire, et notamment une bourse pour rentrer à l'université d'Albuquerque. Gabriella et Chad se rendent compte que Troy se fait manipuler par Sharpay, qu'il s'éloigne de plus en plus de ses amis et qu'il change de comportement. 
Dans le même temps, Ryan Evans, après avoir été laissé tombé par sa sœur qui préfère chanter avec Troy au concours des Jeunes Talents organisé comme chaque année par le Country Club, prépare une chorégraphie avec les Wildcats.
Lorsque Troy apprend que les tous employés n'ont pas le droit de participer au concours et doivent travailler le soir du spectacle, contrairement à la tradition jusqu'alors, il comprend à quel point Sharpay a été manipulatrice. Il ne souhaite plus chanter avec celle-ci et souhaite retrouver ses amis et se réconcilier avec eux.
À la fin, Troy retrouve Gabriella par un duo, sur une initiative de Ryan pour les réconcilier. Ce dernier remporte le trophée des Jeunes Talents grâce à sa sœur.

### High School Musical3: Nos années lycée(2008)

Logo original du troisième volet de la trilogie.

Contrairement à ses deux prédécesseurs qui sont des téléfilms, ce troisième volet qui clôt la trilogie principale, est sorti en 2008 au cinéma.
C'est la dernière année au lycée East High pour nos héros. Troy et Gabriella profitent de l'instant présent dans la crainte de leur prochaine séparation à la fin de l'année. Kelsie inscrit à leur insu ses camarades à la comédie musicale de fin d'année, qui portera sur « leurs années lycée ». À cette occasion, les représentants de la prestigieuse école de spectacle Julliard viendront au spectacle pour juger de qui sera le plus apte à obtenir une bourse dans l'école.
Gabriella quant à elle est admise au programme de prérentrée de l'université Stanford, à 1 000 kilomètres de là, qui a lieu lors de la comédie musicale. Informée par son assistante Tiara et dont l'espoir d'être la vedette, Sharpay en informe Troy pour que celui-ci pousse Gabriella à y aller. Mais une fois là-bas, celle-ci l'informe qu'elle ne veut pas rentrer pour le bal de promo, car il serait trop dur pour elle de le quitter à nouveau ; aussi Troy part la rejoindre à Stanford et essaye de la ramener à temps pour la comédie musicale. En l'absence de Troy, Sharpay se retrouve avec la doublure, ce qui ne semble absolument pas à son goût. Troy et Gabriella reviennent à temps pour leur duo.
À la fin du spectacle, on apprend que Kelsie et Ryan sont tous deux admis à Juilliard, que Sharpay ira à Albuquerque étudier la scène, que Taylor ira à l'université Yale pour étudier les sciences politiques et que Troy et Chad étudiera le basket et la musique à Berkeley non loin de Gabriella.

### La Fabulous Aventure de Sharpay(2011)

Logo original du film.

Ce quatrième film est un spin-off centré sur le personnage de Sharpay Evans, interprétée par Ashley Tisdale.
Tout comme le troisième volet, il n'est pas un téléfilm. Néanmoins, il n'est pas sorti au cinéma mais directement en vidéo en 2011. Il a rejoint par la suite la collection des Disney Channel Original Movie, comme les deux premiers volets, dont il est le seul film à ne pas être un téléfilm.
Un soir, alors qu'elle se produit avec son chien au Lava Springs, Sharpay Evans est repérée par un chasseur de talent qui travaille actuellement sur le casting d'une nouvelle comédie musicale à Broadway. C'est une chance incroyable pour Sharpay qui a arrêté ses études depuis presque un an pour réfléchir à son avenir.
Elle décide donc de partir pour New York pour réaliser son rêve. Néanmoins, son père lui donne un ultimatum : elle a un mois pour trouver un travail sinon, elle devra rentrer à Albuquerque et travailler pour sa société. Sur place, elle fait la rencontre de Peyton Leverett, le fils d'une amie de sa mère, qui l'aide à emménager et devient son premier ami en ville.
Mais le jour de l'audition, Sharpay apprend que ce n'est pas elle que le chasseur de talent voulait mais son chien car le sujet de la comédie musicale est la relation entre une femme et son animal de compagnie. Sharpay va devoir mettre son égo de côté et aider son chien à décrocher le rôle mais cela ne va pas être facile surtout que l'actrice principale du spectacle, la superstar Amber Lee Adams, est loin d'être une amie des animaux.

## Fiche technique
Sauf indication contraire, les informations mentionnées dans cette section peuvent être confirmées par la base de données cinématographiques IMDb,  présente dans la section « Liens externes ».
|                                                     | Film                                         | Film                                         | Film                                         | Film                                       |
| Premiers pas sur scène (2006)                       | High School Musical 2 (2007)                 | Nos années lycée (2008)                      | La Fabulous Aventure de Sharpay (2011)       |                                            |
| --------------------------------------------------- | -------------------------------------------- | -------------------------------------------- | -------------------------------------------- | ------------------------------------------ |
| Réalisation                                         | Kenny Ortega                                 | Kenny Ortega                                 | Kenny Ortega                                 | Michael Lembeck                            |
| Scénario                                            | Peter Barsocchini                            | Peter Barsocchini                            | Peter Barsocchini                            | Robert Horn                                |
| Musique                                             | David Lawrence                               | David Lawrence                               | David Lawrence                               | George S. Clinton                          |
| Chorégraphie                                        | Kenny Ortega, Charles Klapow et Bonnie Story | Kenny Ortega, Charles Klapow et Bonnie Story | Kenny Ortega, Charles Klapow et Bonnie Story | Michelle Johnston                          |
| Société de production                               | Walt Disney Television                       | Walt Disney Television                       | Walt Disney Pictures                         | Walt Disney Home Entertainment             |
| Société de production                               | Salty Productions et First Street Films      | Salty Productions et First Street Films      | Borden and Rosenbush Entertainment           | Borden and Rosenbush Entertainment         |
| Société de production                               |                                              |                                              | Princessa Productions, LTD                   |                                            |
| Durée                                               | 98 minutes                                   | 104 minutes                                  | 111 minutes                                  | 97 minutes                                 |
| Langue originale                                    | Anglais                                      | Anglais                                      | Anglais                                      | Anglais                                    |
| Pays d'origine                                      | États-Unis                                   | États-Unis                                   | États-Unis                                   | États-Unis                                 |
| Lieux de tournage                                   | Salt Lake City (États-Unis)                  | Salt Lake City (États-Unis)                  | Salt Lake City (États-Unis)                  | Toronto (Canada)                           |
| Lieux de tournage                                   | Los Angeles (États-Unis)                     |                                              |                                              |                                            |
| Première diffusion / Date de sortie                 |                                              |                                              |                                              |                                            |
| États-Unis                                          | 20 janvier 2006 sur Disney Channel           | 17 août 2007 sur Disney Channel              | 24 octobre 2008 au cinéma                    | 19 avril 2011 en vidéo                     |
| France / Suisse                                     | 19 septembre 2006 sur Disney Channel France  | 25 septembre 2007 sur Disney Channel France  | 22 octobre 2008 au cinéma                    | 7 mars 2012 en vidéo                       |
| Belgique                                            | 19 septembre 2006 sur Disney Channel France  | 25 septembre 2007 sur Disney Channel France  | 29 octobre 2008 au cinéma                    | 17 juillet 2011 en vidéo                   |
| Québec                                              | 18 mai 2007 sur Vrak                         | 2007 sur Vrak                                | 24 octobre 2008 au cinéma                    | 19 avril 2011 en vidéo                     |
| Audience (première diffusion) / Box-office / Ventes | 7,7 millions de spectateurs                  | 17,2 millions de spectateurs                 | 252,9 millions de dollars                    | 7 millions de dollars (au 6 novembre 2011) |

## Distribution

### Personnages principaux
- Troy Bolton (Zac Efron) : Joueur de basket-ball hors pair, capitaine de l'équipe des Wildcats et personnalité populaire au lycée, Troy va vite tomber sous le charme discret de la nouvelle, Gabriella. Il a une très belle voix et doit faire face au dilemme que lui imposent ses amis et son père : un sportif ne peut pas être chanteur
- Gabriella Montez (Vanessa Hudgens) : Nouvelle élève du lycée. Élève brillante, elle a rencontré Troy Bolton pendant les vacances de Noël.
- Sharpay Evans (Ashley Tisdale) : Jeune fille « pourrie-gâtée », Sharpay est un personnage machiavélique prêt à tout pour arriver à ses fins. Elle chante parfaitement bien et fait tout pour réussir à être sur le devant de la scène. Elle déteste cordialement Gabriella Montez car celle-ci devient sa principale rivale, autant sur le plan artistique que sentimentale puisque Sharpay est amoureuse de Troy, son but est de jouer dans la comédie musicale de l'école et de devenir célèbre. Elle est visiblement également attirée par la suite par Zeke Baylor, l'un de ses camarades de classe. Elle finira d'ailleurs par danser avec lui au bal de fin d'année.
- Chad Danforth (Corbin Bleu) : Meilleur ami de Troy et entiché de Taylor, Chad est un excellent joueur de basket mais a d'énormes préjugés sur les chanteurs. En revanche, il change vite de point de vue.
- Ryan Evans (Lucas Grabeel) : Frère jumeau de Sharpay. Tout comme sa sœur, c'est un fan de musique et de danse, pourtant moins mesquin qu'elle. Il est très bon chorégraphe et suit beaucoup sa sœur dans tous leurs plans. Il est lui aussi « pourri-gâté » mais devient par la suite plus sympathique que sa sœur.
- Taylor McKessie (Monique Coleman) : Elle deviendra la meilleure amie de Gabriella. Elle fait partie du club de sciences de l'école, est d'ailleurs la présidente du Club de Chimie, et petite amie de Chad dès la fin du premier volet.

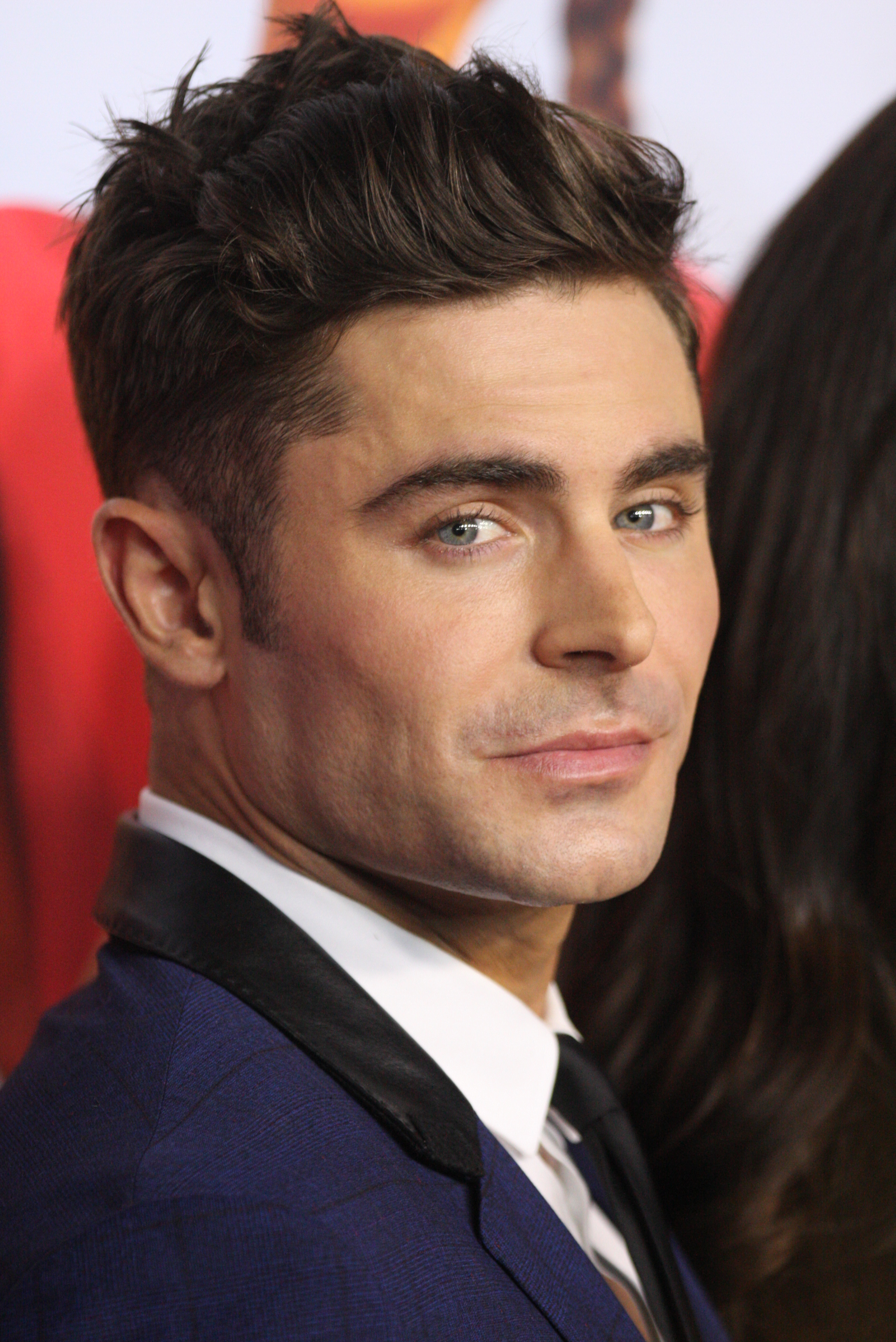
Zac Efron interprète Troy.
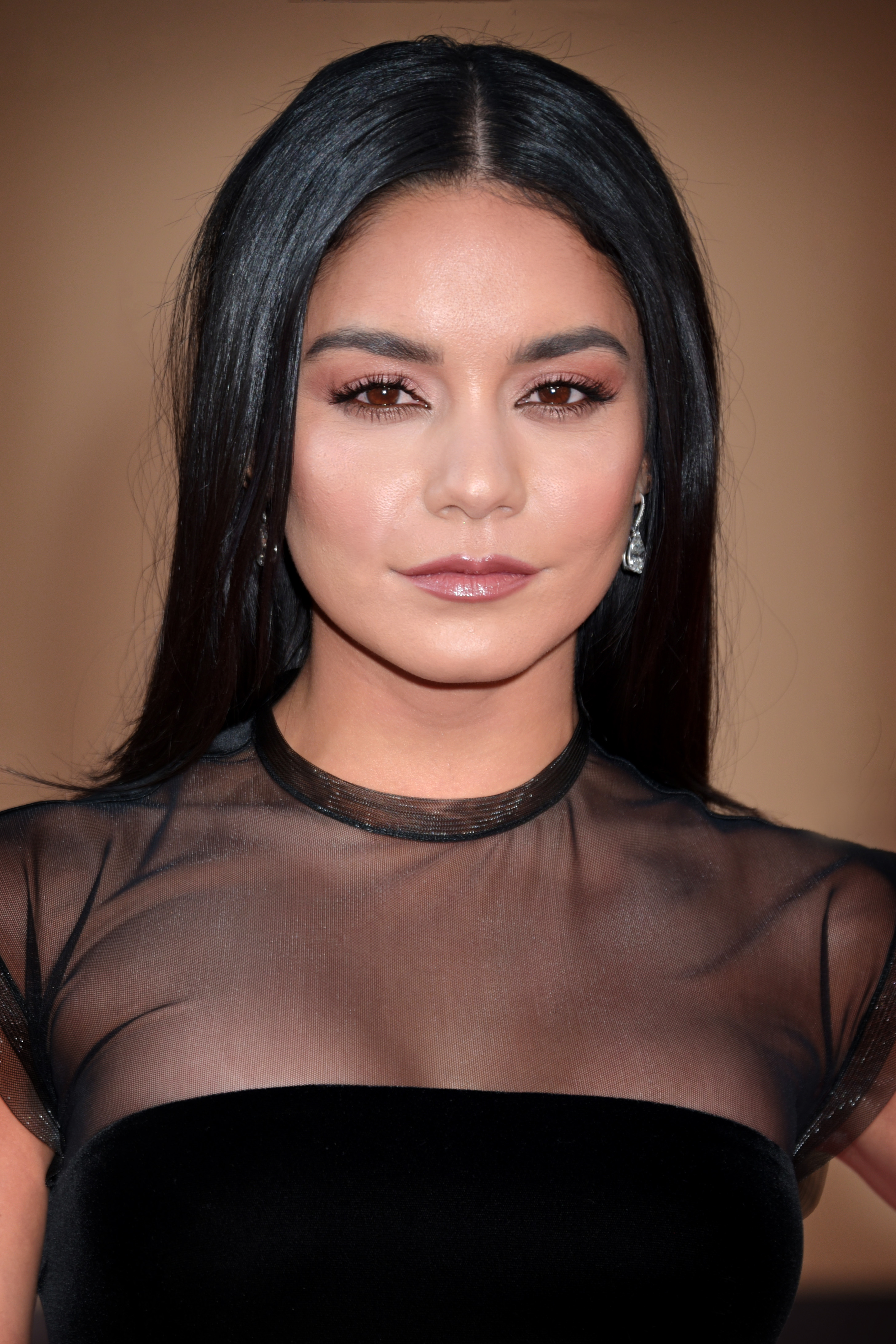
Vanessa Hudgens interprète Gabriella.
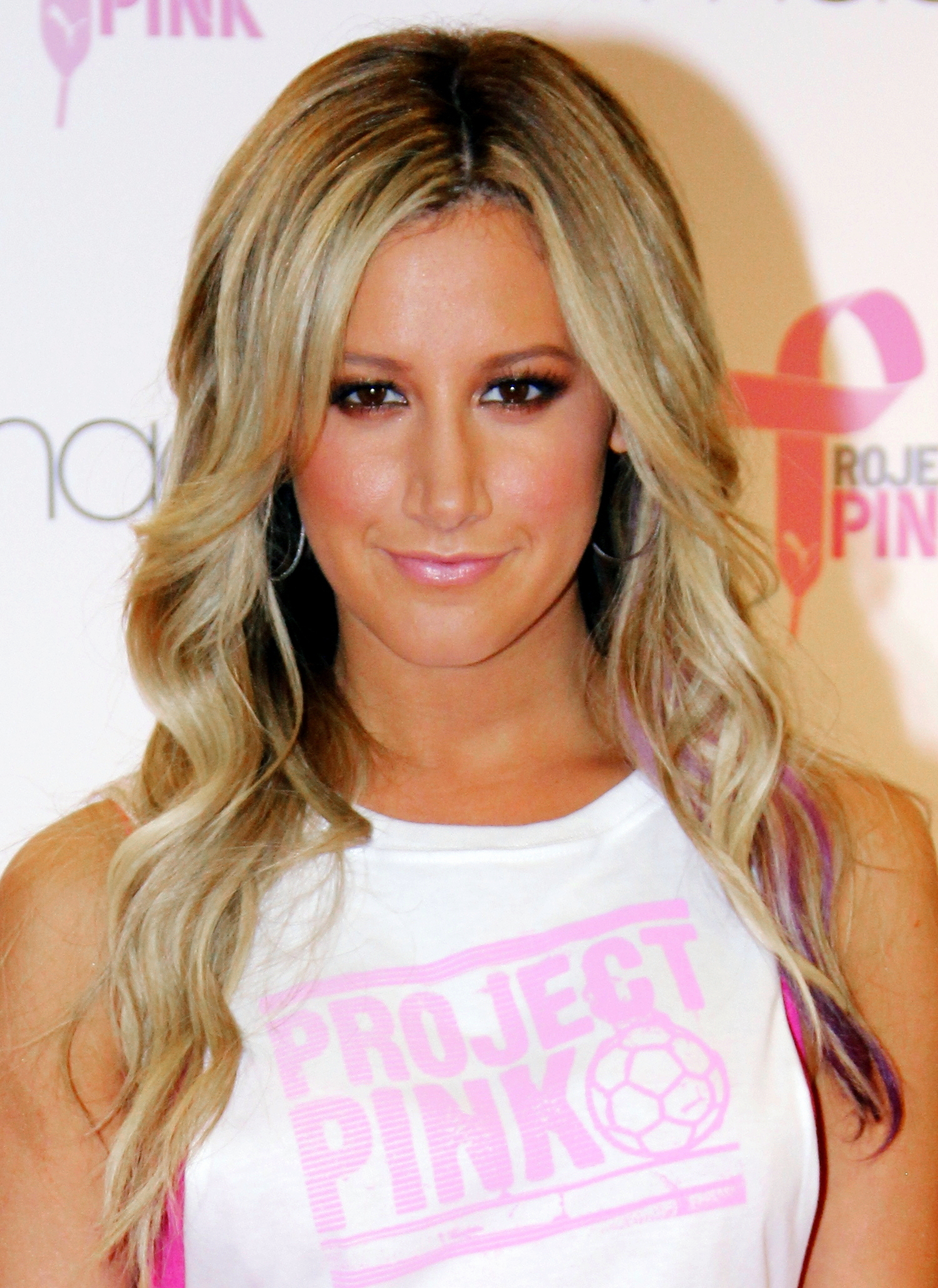
Ashley Tisdale interprète Sharpay.
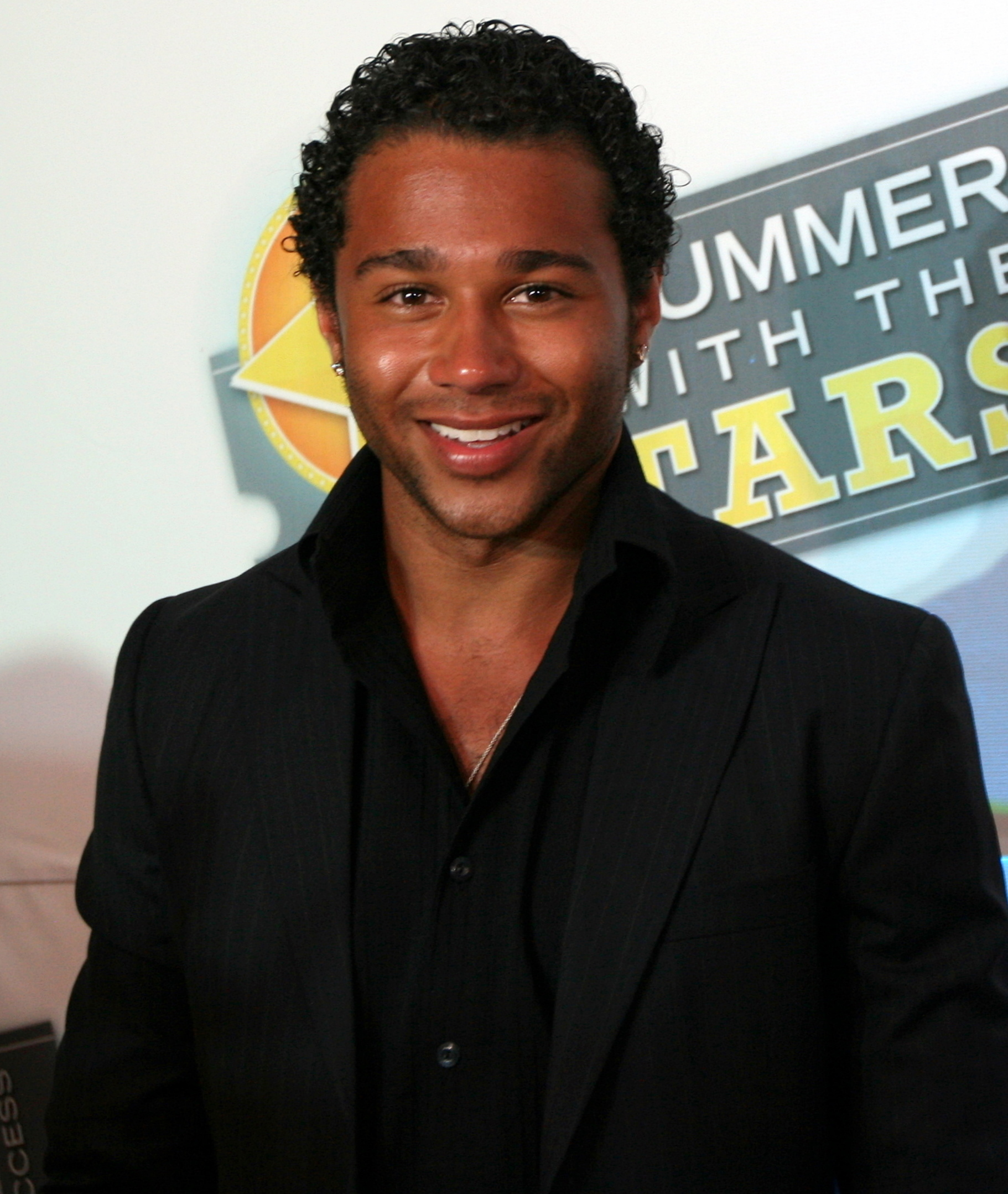
Corbin Bleu interprète Chad.
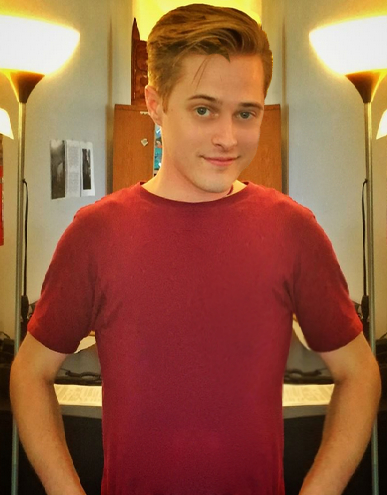
Lucas Grabeel interprète Ryan.
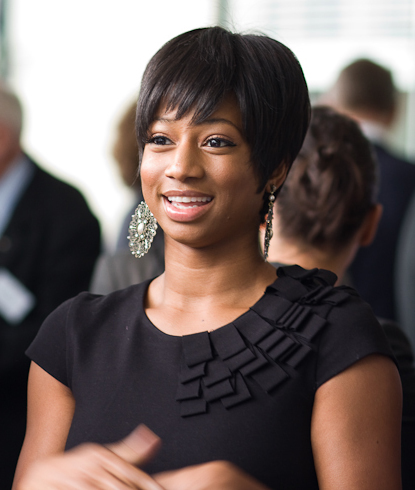
Monique Coleman interprète Taylor.

### Distribution récurrentes
| Personnages       | Films                         | Films                        | Films                   | Films                                  | Série                                     |
| Personnages       | Premiers pas sur scène (2006) | High School Musical 2 (2007) | Nos années lycée (2008) | La Fabulous Aventure de Sharpay (2011) | La Comédie musicale, la série (2019-2023) |
| ----------------- | ----------------------------- | ---------------------------- | ----------------------- | -------------------------------------- | ----------------------------------------- |
| Troy Bolton       | Zac Efron                     | Zac Efron                    | Zac Efron               |                                        |                                           |
| Gabriella Montez  | Vanessa Hudgens               | Vanessa Hudgens              | Vanessa Hudgens         |                                        |                                           |
| Sharpay Evans     | Ashley Tisdale                | Ashley Tisdale               | Ashley Tisdale          | Ashley Tisdale                         |                                           |
| Chad Danforth     | Corbin Bleu                   | Corbin Bleu                  | Corbin Bleu             |                                        | Corbin Bleu (lui-même, saisons 3 et 4)    |
| Ryan Evans        | Lucas Grabeel                 | Lucas Grabeel                | Lucas Grabeel           | Lucas Grabeel                          | Lucas Grabeel (lui-même, saisons 1 et 4)  |
| Taylor McKessie   | Monique Coleman               | Monique Coleman              | Monique Coleman         |                                        | Monique Coleman (elle-même, saison 4)     |
| Kelsi Nielsen     | Olesya Rulin                  | Olesya Rulin                 | Olesya Rulin            |                                        |                                           |
| Martha Cox        | Kaycee Stroh                  | Kaycee Stroh                 | Kaycee Stroh            |                                        | Kaycee Stroh (elle-même, saisons 1 et 4)  |
| Zeke Baylor       | Chris Warren Jr.              | Chris Warren Jr.             | Chris Warren Jr.        |                                        |                                           |
| Jason Cross       | Ryne Sanborn                  | Ryne Sanborn                 | Ryne Sanborn            |                                        |                                           |
| Mme Darbus        | Alyson Reed                   | Alyson Reed                  | Alyson Reed             |                                        | Alyson Reed (elle-même, saison 4)         |
| coach Jack Bolton | Bart Johnson                  | Bart Johnson                 | Bart Johnson            |                                        | Bart Johnson (lui-même, saison 4)         |
| Lucille Bolton    | Leslie Wing                   | Leslie Wing                  | Leslie Wing             |                                        |                                           |
| Lisa Montez       | Socorro Herrera               |                              | Socorro Herrera         |                                        |                                           |
| principal Matsui  | Joey Miyashima                |                              | Joey Miyashima          |                                        |                                           |
| Vance Evans       |                               | Robert Curtis Brown          | Robert Curtis Brown     | Robert Curtis Brown                    |                                           |
| Darby Evans       |                               | Jessica Tuck                 | Jessica Tuck            | Jessica Tuck                           |                                           |

## Discographie
High School Musical étant une franchise musicale, de nombreux albums furent édités par Walt Disney Records :
- High School Musical : Bande originale du premier volet, éditée le 10 janvier 2006.
- Disney's Karaoke Series: High School Musical : Version karaoké des chansons du premier volet, éditée le 10 octobre 2006.
- High School Musical: The Concert : Album live de la tournée, édité le 26 juin 2007.
- High School Musical 2 : Bande originale du deuxième volet, éditée le 14 août 2007.
- Disney's Karaoke Series: High School Musical 2 : Version karaoké des chansons du deuxième volet, éditée le 18 septembre 2007.
- High School Musical: Hits Collection : Coffret contenant les bandes originales des deux premiers volets, leurs versions karaoké et l'album live, édité le 20 novembre 2007.
- High School Musical Hits Remixed : Album content des remix de certaines chansons des deux premiers films, édité le 11 décembre 2007 pour Walmart
- High School Musical 2: Non-Stop Dance Party : Version remix de la bande originale du deuxième volet, éditée le 24 décembre 2007.
- High School Musical: Be Mine : EP contenant des chansons d'amour issues des deux premiers volet, édité le 29 janvier 2008
- High School Musical 3 : Nos années lycée : Bande originale du troisième volet, éditée le 21 octobre 2008.
- Disney's Karaoke Series: High School Musical 3: Senior Year : Version karaoké des chansons du troisième volet, éditée le 17 février 2009.
- High School Musical: The Collection : Coffret contenant les bandes originales des trois premiers volets, édité le 26 octobre 2009.
- La Fabulous Aventure de Sharpay : Bande originale du quatrième film de la franchise, éditée le 17 mai 2011.
- High School Musical : La Comédie musicale, la série - La bande originale : Bande originale de la première saison de la série, éditée le 10 janvier 2020.
- High School Musical : La Comédie musicale - Spécial Noël : Bande originale de l'épisode spécial Noël de la série, éditée le 20 novembre 2020.
- High School Musical: Music from High School Musical - Original Score : Bande-originale contenant les compositions instrumentales de David Lawrence pour les trois premiers films, éditée le 15 janvier 2021.
- High School Musical : La Comédie musicale, la série - La bande originale : Saison 2 : Bande originale de la seconde saison de la série, éditée le 30 juillet 2021.
- High School Musical : La Comédie musicale, la série - La bande originale : Saison 3 : Bande originale de la troisième saison de la série, éditée le 15 septembre 2022.

## Tournée

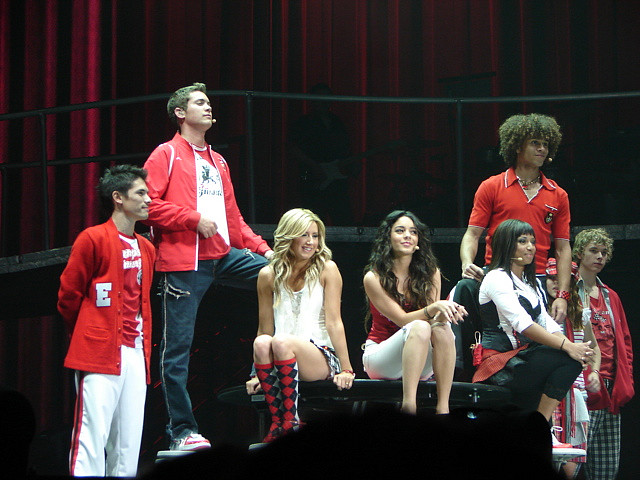
Drew Seeley, Ashley Tisdale, Vanessa Hudgens, Monique Coleman et Corbin Bleu lors d'un concert de la tournée.

Les principaux membres de la distribution du premier volet sont partis en tournée pour promouvoir le téléfilm et sa bande originale. Intitulée High School Musical: The Concert, cette tournée s'est déroulée entre le 29 novembre 2006 et le 30 mai 2007 en Amérique du Nord et en Amérique latine.
Seul Zac Efron n'y participe pas, engagé sur le tournage du film Hairspray au même moment. Il est remplacé par Drew Seeley, qui chante à sa place dans le premier téléfilm. Le concert de Houston fût filmé et édité en DVD et en CD en 2007 avant d'être diffusé sur Disney Channel.

## Émissions spéciales
Le 20 janvier 2016, pour célébrer le dixième anniversaire de la franchise, Disney Channel diffuse une émission spéciale, High School Musical: 10th Anniversary. Une occasion de réunir la distribution principale de la trilogie pour évoquer les souvenirs de tournage : Vanessa Hudgens, Ashley Tisdale, Corbin Bleu, Lucas Grabeel et Monique Coleman étaient présents. Zac Efron n'était pas présent physiquement, en raison de son engagement sur la promotion du film Dirty Papy, néanmoins, il enregistra une vidéo pour remercier les fans.
Le 16 avril 2020, ABC diffuse l'émission The Disney Family Singalong dans laquelle de nombreux artistes interprètent des chansons des films du studio Disney. L'émission réuni la distribution de la trilogie originale pour chanter We're All in This Together avec une introduction de Zac Efron. Lors de leurs performance, ils sont accompagnés par les acteurs d'High School Musical : La Comédie musicale, la série ainsi que par les distributions des franchises Descendants et Zombies ou encore par l'actrice-chanteuse Raven-Symoné et Kenny Ortega. Les acteurs étaient présents via des vidéos enregistrées depuis leurs domiciles à la suite de la pandémie de COVID-19 qui empêchait les rassemblements.

## Série télévisée

Logo original de la série télévisée.

Le 12 novembre 2019, le service de streaming Disney+ relance la franchise avec une série télévisée intitulée High School Musical : La Comédie musicale, la série.
Néanmoins, cette dernière ne se déroule pas dans la continuité, ni dans l'univers des films de la franchise. En effet, sous forme de documentaire parodique, la série suit le quotidien d'élèves fictif du lycée d'East High, où la trilogie originale a été tournée. Le concept de la série est de suivre cette bande d'élèves qui, chaque saisons, mettra en scène une adaptation théâtrale scolaire d'une comédie musicale célèbre.
Dans la première saison, la nouvelle professeur de théâtre, Miss Jenn, décide d'adapter le premier volet de la franchise, pour célébrer le lien entre la High School Musical et le lycée. Les acteurs Lucas Grabeel, Kaycee Stroh et Corbin Bleu y font une apparition en tant qu'eux-même.

## Adaptations
Le succès de la franchise a donné naissance à de nombreux produits dérivés (costumes, vêtements, jouets, etc.) dont certains exclusifs aux boutiques Disney Store.

### Livres et romans
Une série de romans High School Musical avec les personnages de la trilogie originale a été éditée à partir de 2006. En France, elle est éditée à partir de 2007 dans la collection Bibliothèque rose.
1. Le Tournoi des groupes
2. L'Esprit d’équipe
3. Poésie au programme
4. Maintenant ou jamais
5. Quitte ou double
6. Histoires de cœur
7. Amis pour la vie
8. Tout pour plaire
9. Avis de tempête
10. La Surprise du chef
11. Rêve de star
12. Le Nouvel Élève
13. Place au jeu
14. Erreur de casting
15. Tous pour un
16. Extrêmes Limites
17. À la belle étoile

Le franchise a également eu droit à des novélisation des quatre films ainsi que plusieurs adaptations sous forme de livres non fictionnel (livre d'activité, journaux intimes, etc.).

### Jeux vidéo
La franchise a été adaptée à plusieurs reprises dans des jeux vidéo édités par Disney Interactive Studios :
- High School Musical : Tous en Scène ! (High School Musical: Sing It!) : Développé par Artificial Mind & Movement sur PlayStation 2 et Wii en 2007.
- High School Musical : Rêves de Star ! (High School Musical: Makin' the Cut!) : Développé par Artificial Mind & Movement sur Nintendo DS en 2007.
- High School Musical: Livin' the Dream : Développé par Artificial Mind & Movement sur Game Boy Advance en 2007.
- High School Musical 2 : Un été sur scène ! (High School Musical 2: Work This Out!) : Développé par Artificial Mind & Movement sur Nintendo DS en 2008.
- High School Musical 3 : Nos années lycée (High School Musical 3: Senior Year) : Développé par Griptonite Games sur Nintendo DS en 2008.
- High School Musical 3 : Nos années lycée - Dance! (High School Musical 3: Senior Year - Dance!) : Développé par Page 44 Studios sur PlayStation 2, Wii, Xbox 360 et Windows en 2008
- Disney Sing It - High School Musical 3 : Nos années lycée (Disney Sing It – High School Musical 3: Senior Year) : Développé par Zoë Mode sur PlayStation 2, PlayStation 3, Wii et Xbox 360 en 2008.

### Spectacles et théâtre

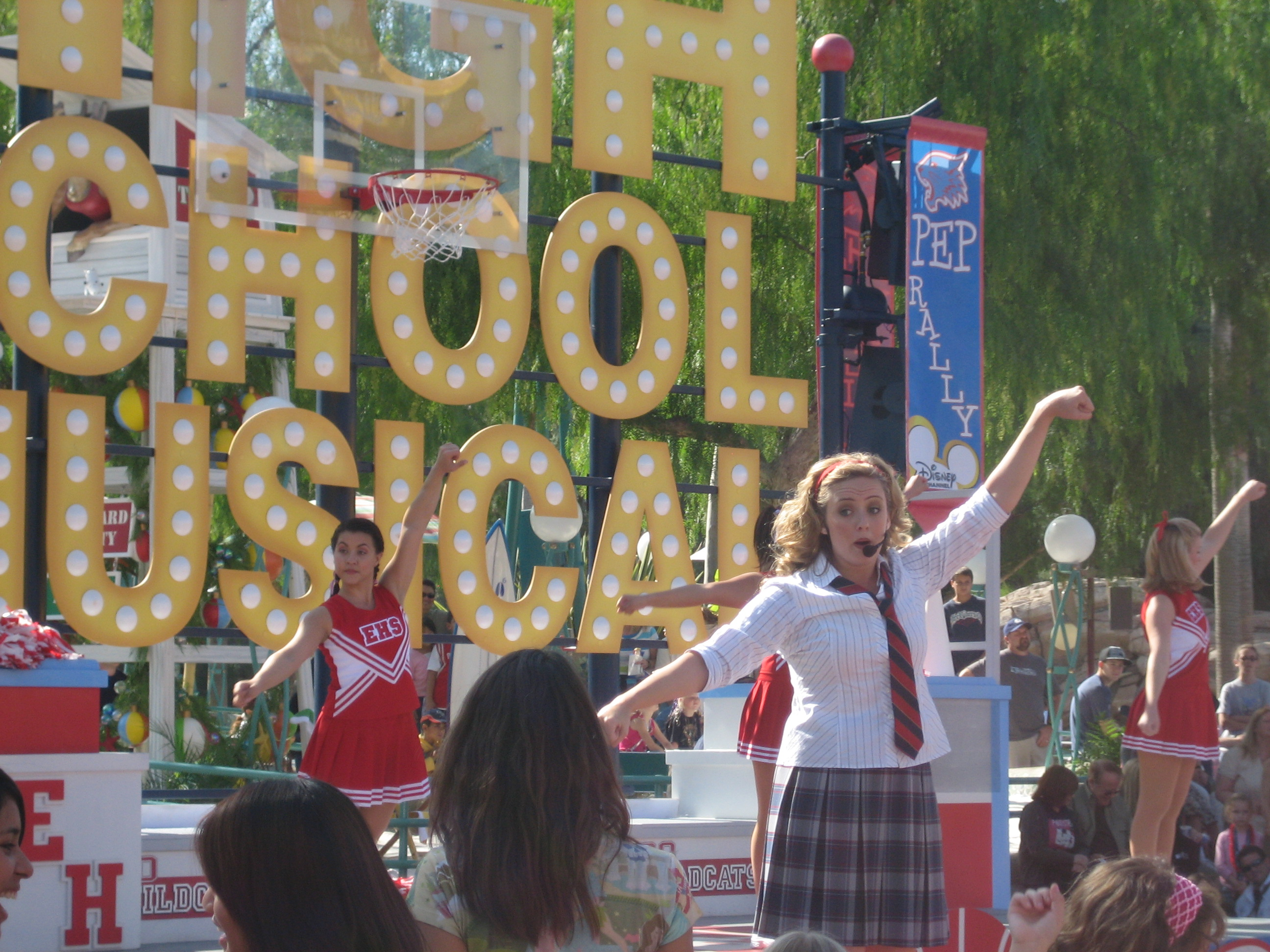
Le spectacle High School Musical à Disney's Hollywood Studios en 2006.

Entre 2006 et 2010, un spectacle basé sur la franchise fut joué au parc Disney's Hollywood Studios de Floride. Une adaptation de ce spectacle fut jouée en France au Parc Walt Disney Studios sur une scène roulante entre l'attraction Stitch Live! et la tour de la Terreur,,,.
En 2007, Walt Disney Theatrical lance une adaptions en comédie musicale du premier téléfilm, intitulée High School Musical on Stage!. Ce spectacle en deux actes reprend fidèlement la trame du téléfilm en y ajoutant quelques éléments dont une nouvelle chanson inédite. Il a été joué par des distributions différentes dans plusieurs pays. La société propose également aux troupes amateurs américaines de jouer le spectacle contre une location des droits d'adaptations. En 2009, une adaptation du deuxième volet est également lancée sous le titre High School Musical 2 on Stage!.

### Comics
En 2007, The Walt Disney Company Italia a produit une adaptation en comics de la franchise mettant en scène les personnages de la trilogie originale. Cette adaptation fut publiée dans plusieurs magazines de Disney dans le monde, dont W.I.T.C.H. Mag en France. En 2013, Disney publie l'intégralité de la série sur le service ComiXology.

### Docu-séries
En 2008, la version brésilienne de Disney Channel diffuse High School Musical: A Seleção, une compétition dont le but est de gagner un rôle dans le film High School Musical: O Desafio, une adaptation brésilienne de la franchise.
La même année, la chaîne américaine ABC, qui appartient au groupe Disney, diffuse High School Musical: Get in the Picture. Dans cette compétition, le gagnant remporte un contrat avec Disney pour enregistrer une chanson et un clip qui sera joué durant la générique de High School Musical 3 : Nos années lycée. Elle fut remportée par Stan Carrizosa.
Toujours en 2008, les versions britannique et australienne de Disney Channel lance My High School Musical, une compétition musicale. Néanmoins, les deux versions sont différentes : La version britannique ne fait gagner qu'une seule personne alors que en Australie, les juges forment et font gagner un groupe.
En France, le thème de la cinquième saison de Disney Channel Talents a pour thème High School Musical avec Amel Bent, qui interprète une chanson en français dans la bande originale du troisième volet, en tant que marraine.

### Adaptations étrangères
- Argentine : High School Musical: El Desafío, réalisé par Jorge Nisco et sorti en 2008 au cinéma.
- Mexique : High School Musical: El Desafio, réalisé par Eduardo Ripari et sorti en 2008 au cinéma.
- Brésil : High School Musical: O Desafio, réalisé par César Rodrigues et sorti en 2009 au cinéma.
- Chine : High School Musical China: College Dreams, réalisé par Chen Shi-Zheng et sorti en 2011 au cinéma.

## Projets annulés
Bien avant la création de High School Musical : La Comédie musicale, la série, un premier projet de série télévisée basé sur la franchise était déjà en développement en 2011.
Intitulé Madison High, la série aurait marqué le retour d'Alyson Reed dans le rôle de Mme Darbus. Cette dernière se voit muté dans un nouveau lycée, Madison High. Dès son arrivée, elle décide de lancer un cours d'art dramatique, à l'image de ce qu'elle faisait à East High, pour découvrir une nouvelle génération de talents.
Disney Channel décide de commander un épisode pilote et les acteurs Luke Benward, Genevieve Hannelius, Leah Lewis, Katherine McNamara et Mark Indelicato rejoignent la distribution. Néanmoins, la chaîne n'est pas satisfaite du résultat et décide de ne pas commander la série.
En 2016, Disney Channel annonce le développement d'un nouveau téléfilm dont le titre provisoire est High School Musical 4. Il est ensuite dévoilé que le film mettra en scène une nouvelle génération d'élèves à East High dont le cousin de Sharpay et Ryan Evans. La chaîne publie également la liste des personnages accompagnées de descriptions de chacun d'eux dans l'optique de lancer un appel à casting. Néanmoins, la chaîne ne communiquera plus jamais sur le projet après cette annonce.